# Timmy Simons
Timmy Simons (* 11. prosince 1976, Diest, Belgie) je belgický fotbalový záložník a reprezentant, který hraje od roku 2010 v belgickém klubu Club Brugge KV.
V belgickém národním týmu měl k lednu 2014 odehráno 93 zápasů, což byl druhý nejvyšší počet a jen o 3 méně než má rekordman Jan Ceulemans (96).

## Klubová kariéra
Timmy Simons hrál v mládí za KTH Diest a poté za Lommel United. Úspěšnou éru zažil v klubu Club Brugge KV, se kterým vyhrál dvakrát belgickou ligu (2002/03, 2004/05) a dvakrát belgický fotbalový pohár (2001/02, 2003/04). Trofeje sbíral i v nizozemském PSV Eindhoven, kde působil od roku 2005 (vyhrál třikrát nizozemskou nejvyšší ligu). V letech 2010–2013 hrál v Německu za klub 1. FC Norimberk. V červenci 2013 se vrátil do Brugg.

## Reprezentační kariéra
Simons nehrál za žádný belgický mládežnický reprezentační výběr.
V A-mužstvu Belgie debutoval 25. dubna 2001 v přátelském utkání v Praze proti národnímu týmu České republiky. Nastoupil na hřiště v základní sestavě a absolvoval kompletní střetnutí, které skončilo remízou 1:1. Premiérový gól v národním týmu vstřelil 30. března 2005 v zápase se San Marinem (výhra 2:1).